# Stade Klébert-Picard
Le stade Klébert Picard situé au Tampon, sur l'Ile de La Réunion, a été le stade principal de l'US Stade Tamponnaise, ancien club mythique de D1 Promotionelle.
Le stade est aujourd'hui utilisé par le club nouveau de La Tamponnaise, évoluant en Régionale 1 Réunion.
Il portait autrefois le nom de stade Roland-Garros, en hommage au célèbre aviateur réunionnais.

## Sources
- foot-reunion.fr
- mairie-tampon.fr
- clicanoo.re
- lesvestiairesdufoot.fr